# Parti marxiste-léniniste italien
Ne doit pas être confondu avec Parti communiste d'Italie (marxiste-léniniste) ou Parti communiste (Marxiste-léniniste) italien.
Le Parti marxiste-léniniste italien (PMLI) est un parti politique italien d'extrême gauche, d'orientation maoïste et stalinienne. Il a été fondé par d'anciens militants du Parti communiste d'Italie (marxiste-léniniste) : l'organisation est née en 1969 sous le nom d'« Organisation communiste bolchevique italienne marxiste-léniniste », avant de prendre son nom actuel en 1977.

## Historique
Les fondateurs du PMLI sont Giovanni Scuderi, Mino Pasca, Nerina (dite « Lucia ») Paoletti et Patrizia Pierattini, membres à l'origine du Parti communiste d'Italie (marxiste-léniniste). Membres du comité directeur de Florence du PCd'I (m-l), ces quatre militants font scission en décembre 1969, au plus fort de la révolution culturelle, en dénonçant le « révisionnisme » du parti ; ils entraînent avec eux l'ensemble de la cellule florentine. Fondant l'Organisation communiste bolchevique italienne marxiste-léniniste (Organizzazione Comunista Bolscevica Italiana marxista-leninista), ils dotent leur groupe d'un journal, l'hebdomadaire Il Bolscevico. Giovanni Scuderi, employé de l'agence de traitement des déchets de la ville de Florence, devient le secrétaire général de ce nouveau mouvement. Durant les années de plomb, l'OCBI m-l renvoie dos à dos les terroristes d'extrême gauche et d'extrême droite et ne passe pas à la lutte armée, tout en faisant l'éloge, sur le principe, de la « violence révolutionnaire ». Le 9 avril 1977, l'OCBI m-l est refondée sous le nom de Parti marxiste-léniniste italien ; le PMLI devient ensuite le dernier parti maoïste italien encore en activité. Lors de la rupture sino-albanaise, le parti ne choisit pas, contrairement à d'autres groupes maoïstes, de s'aligner sur l'Albanie, et qualifie au contraire le dirigeant albanais Enver Hoxha de « trotskiste », de « fractionniste » et d'« escroc ».
Tenant un discours à la stricte orthodoxie « anti-révisionniste », le parti prône l'abstention électorale et condamne la « démocratie bourgeoise ». L'idéologie maoïste figure toujours dans les statuts du PMLI ; le Parti continue également de se référer à Staline, et nie tant les crimes de ce dernier, qualifiés de propagande « fasciste », que l'existence du goulag. Le PMLI a notamment suscité la polémique en 2003, lorsque ses militants ont célébré le cinquantième anniversaire de la mort de Staline. Le parti organise chaque année des commémorations en hommage à Mao et Lénine. En 1998, le PMLI a également rendu hommage à Pol Pot à l'occasion du décès de ce dernier. 
L'organe du parti, Il Bolscevico, a mis un terme en 2013 à son édition papier et ne paraît plus que sur internet.